# Irina Zarubina
Irina Pietrowna Zarubina (ros. Ирина Петровна Зару́бина; ur. 9 kwietnia?/22 kwietnia 1907 w Kazaniu, zm. 20 maja 1976 w Leningradzie) – radziecka aktorka teatralna i filmowa znana głównie z roli Nataszy w filmie Przyjaciółki. W filmie tym zagrała razem z Zoją Fiodorową i Janiną Żejmo. Ludowa Artystka Tadżyckiej SRR (1944). Pochowana na Cmentarzu Komarowskim w Petersburgu.

## Wybrana filmografia
- 1934: Burza jako Barbara Kabanowa
- 1936: Przyjaciółki jako Natasza
- 1937: Piotr I jako  Jefrosina
- 1938: Wrogowie
- 1939: Zaczarowany świat
- 1939: Wśród ludzi jako praczka
- 1941: Szalony lotnik
- 1954: Psotnicy jako nauczycielka
- 1959: Córka kapitana
- 1961: Alonka jako Wasilisa Pietrowna

## Nagrody i Odznaczenia
- Zasłużony Artysta RFSRR (1939)
- Order Czerwonego Sztandaru Pracy (1939)
- Ludowy Artysta Tadżyckiej SRR (1944)
- Ludowy Artysta RFSRR (1951)